# Psyché (opera)

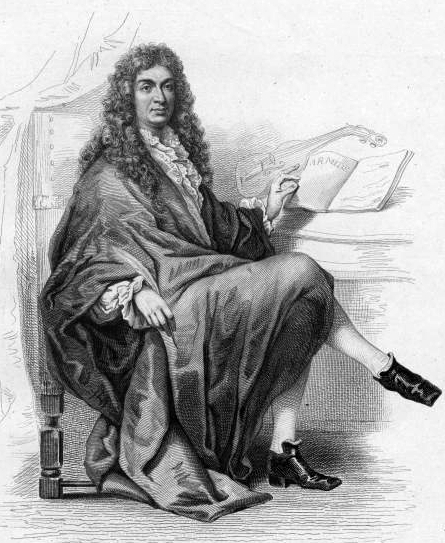
Jean-Baptiste Lully

Psyché är en opera (tragédie en musique) i en prolog och fem akter med musik av Jean-Baptiste Lully och libretto av Thomas Corneille (efter from Molières pjäs med samma namn för vilken Lully hade komponerat intermèdemusiken). Operan bygger på den mytologiska kärlekshistorien om Amor och Psyche. Psyché hade premiär den 19 april 1678 och framfördes av Académie Royale de Musique på Théâtre du Palais-Royal i Paris.

## Historia
Enligt musiktidskriften Mercure galant skrevs Psyché på tre veckor; libretto och musik. Trots att det är omöjligt att verifiera sanningshalten i det påståendet finns det skäl att tro att Lullu hade bråttom när han skrev sin opera. Operan återanvänder intermèdes från Molières pjäs. Då dessa intermèdes hade gjort en sådan succé sju år tidigare måste Lully ansett att trots tidsbristen kunde han i alla fall behaga publiken med ett återupplivande av plainte italienne och den sista divertissement. Allt som behövdes var en syntes av Molières pjäs som kunde passa in i de redan existerande intermèdes. En dylik text hade behövt vara en tredjedel av Molières, snarare 600 än 1800 rader lång, och vara komponerad med varierande rim och rytmer snarare än med alexandriner och talad dialog. Dessvärre befann sig Lullys sedvanlige librettist Philippe Quinault i onåd hos hovet efter sin senare opera Isis och uppgiften föll på Thomas Corneille. Corneilles text är inte en syntes av Molières utan snarare en helt annan historia för en helt annorlunda genre.
Det anses att Fontenelle, Thomas Corneilles systerson, också arbetade med texten. Det är omöjligt att veta om det är sant eller inte, och om det är sant i vilken utsträckning Fontenelle var delaktig. Alla källor angående Psyché konstaterar att Thomas Corneille är författaren utan att nämna Fontenelle. Den senare tog emellertid med librettot bland sina kompletta verk, utan den minsta notering om ett samarbete med sin morbror. Inget av Thomas Corneilles tre operalibretton återfinns i någon av hans verkutgåvor. Det är sålunda omöjligt att få veta om eller hur Fontenelle deltog i skrivandet av Psyché, men det verkar otroligt att han skulle vara den enda författaren till verket.

## Personer
Prolog 
- Venus (sopran)
- L'Amour (stum roll)
- Flora (sopran)
- Vertumne (haute-contre)
- Palemon (taille)
- Floras nymfer (sopraner)
- Land- och vattengudar (kör)

Tragedi
- Jupiter (bas)
- Venus (sopran)
- L'Amour (gossopran/haute-contre)[4]
- Mercure (haute-contre)
- Vulcain (haute-contre)
- Zéphir (haute-contre)
- Kungen, Psychés fader (bas)
- Psyché (sopran)
- Aglaure, Psychés syster (sopran)
- Cidippe, Psychés syster (sopran)
- Licas (bas)
- En flodgud (bas)
- Nymfer, Zephyruses & Amours (gossopraner)
- Två nymfer till Acheron (sopraner)
- De tre furierna (haute-contre, taille och bas)

Final divertissement
- Apollon (haute-contre)
- Bacchus (sopran)[5]
- Mome (bas)
- Mars (haute-contre)
- Två musor (sopraner)
- Silène (sopran)
- Två satyrer (taille och bas)